# Heinrich Janssen (Mundartdichter)
Heinrich Janssen (allgemein bekannt als Hein Janssen; * 23. Februar 1856 in Neutral-Moresnet; † 27. Januar 1938 in Aachen) war ein deutscher Kupferschmied und Mundartdichter. 

## Leben und Wirken
Heinrich Janssen wuchs mit zwölf Geschwistern auf und war der Sohn von Heinrich Matthias Janssen (1830–1913) aus Venlo und Christina Nacken (1832–1909) aus Dürwiß. Der Vater war zunächst in den Galmeigruben von Neutral-Moresnet beschäftigt und betrieb ab 1860 zunächst am Templergraben (damals Schweinemarkt) und später am Fuße des Lousbergs in Aachen eine eigene Werkstatt für Brauereieinrichtungen, Kupfergießerei und Schmiederei. Nach dessen Tod übernahmen seine Söhne Heinrich und Karl Janssen (1858–1933) die Werkstatt. Obwohl er Handelskontakte nach Hamburg, Brügge, Stockholm und in den Raum Heerlen-Maastricht hatte und zahlreiche Brauereien, Brennereien und Gaststätten in Aachen zu seinen Stammkunden zählten, musste Heinrich Janssen bereits 1919 aufgrund von Auswirkungen des Ersten Weltkrieges den Betrieb einstellen.
Janssen hatte jedoch ein zweites Standbein, mit dem er sich schon früh einen beachtlichen Ruf erworben hatte. Seit seiner frühesten Jugend zeigte er Interesse für das Oecher Platt und begann in den 1880er-Jahren erste Theaterstücke in diesem Dialekt zu schreiben. Im Laufe der nächsten Jahrzehnte sollten es mehr als 30 ein bis mehraktige Stücke werden, die mehrheitlich als Bücher veröffentlicht und an mehreren Volksbühnen aufgeführt wurden. Darüber hinaus schrieb er für das Echo der Gegenwart regelmäßige Kolumnen, war Mitbegründer des Vereins Oecher Platt sowie 1921 Mitbegründer der Aachener Stadtpuppenbühne Öcher Schängche, als deren literarischer Leiter er ab 1923 fungierte.
Hein Janssen, wie er nunmehr allgemein genannt wurde, verstarb am 27. Januar 1938 und fand seine letzte Ruhestätte in der Familiengruft auf dem Aachener Westfriedhof. 1956 wurde anlässlich seines 100. Geburtstages in Aachen eine Straße nach ihm benannt. Zu seinem 160. Geburtstag 2016 wurde eine umfangreiche mehrwöchige Ausstellung von der Aachener Lousberg-Gesellschaft im Kerstenschen Pavillon veranstaltet.

## Schriften (Auswahl)
- Et Streuengelche : Schwank mit Gesang in 1 Act in Aachener Mundart, A. Jacobi & Die., Aachen 1893
- De Kenger us gene Maat : Schwank mit Gesang in 1 Act und in Aachener Mundart, A. Jacobi & Cie., Aachen 1893
- Der Poschwäck : Schwank mit Gesang in 2 Akten und in Aachener Mundart, A. Jacobi & Cie, Aachen 1897
- Der Husfrend, A. Jacobi & Cie., Aachen 1897
- Der Stadtcorporal von Aachen oder: Et Baakauf. A Jacobi & Cie., Aachen 1897
- Der Sängerkrech opne Schlengermaat Aachener : Strassenscene mit Gesang, A. Jacobi & Cie, Aachen 1901
- Der jäcke Wälsch : Schwank mit Gesang in 1 Akt, A. Jacobi & Cie., Aachen 1902
- Moddere Jöngsje, A. Jacobi & Cie., Aachen 1904
- Öcher Stöckelcher : Vördreäg, Verzällsecher än Ledchere, A. Jacobi & Cie., Aachen 1904
- Et Gret, Jacobi, Aachen 1912
- Welde Schlag : Öcher Stökkelcher, A Jacobi & cie., Aachen 1919
- Der Öcher Blommebend : Zsjest. än ersjej ; Vördre︠g än Verzällselcher op Öcher Plat, 2 Bände, A Jacobi & Cie., Aachen 1921
- Aachen'sche Ach-, Lach- und Krach-Jeschichten, A. Jacobi 6 Cie, Aachen 1921
- De Lusterfenk e lößlich : Späl op Oecher Platt met Leddchere en enge Akt, Selbstverlag, Aachen 1922
- Schelm än Schandarm : En Öcher Speäl met Leddchere en 3 Akte us de Zitt no der jrueße Krech, Wilhelm Siemes, Aachen 1923
- De Knusperhex : E Märchespäl op Oecher Platt met Leddchere en 4 Akte, Wilhelm Siemes, Aachen 1924
- Der Schötzekönek : E löstelech Späl op Öcher Platt en 4 Akte, A. Jacobi & Cie., Aachen 1925
- De Tant Rosalia : E lößlich Späl op Oecher Platt en 1 Akt met Leddchere, Verlag Drießen, Aachen 1925
- Oecher Pröetchere. Verzällchere än Jedichte, Verlag Drießen, Aachen 1926
- Der Duvvejäck : Schwank in einem Akt in Aachener Mundart, D. Jacobi & CO., Aachen 1927
- Öcher Platt : E löstelich Spällche en enge Akt, H. Jacobi & Co. Aachen 1928
- Et Breidöppe : É lösslich Spällche no en ooet Verzällche en 1 Akt ; Met Leddchere no au Melodeie, A. Jacobi, Aachen 1931